# Allvar Gullstrand
Allvar Gullstrand (Landskrona, 1862. június 5. – Stockholm, 1930. július 28.) Nobel-díjas svéd szemorvos.

## Pályája
Allvar Gullstrand 1862. június 5-én született Landskronában, Pehr Alfred Gullstrand városi tisztiorvos és felesége, Sofia Mathilda Korsell első fiaként. Szülővárosában és Jönköpingben tanult és 1880-ban érettségizett. Apja hatására orvosnak kezdett tanulni az Uppsalai Egyetemen, majd 1885-től egy évet Bécsben töltött, ahol főleg szemészeti gyakorlatot folytatott; végül Stockholmban fejezte be tanulmányait és 1888-ban megkapta orvosi diplomáját. Ezután a stockholmi Szerafim Kórház (Serafimerlasarettet) szemészeti osztályán helyezkedett el, ahol a neves orvosprofesszor, Johan Widmark asszisztense volt. 1890-ben megvédte a szemtengelyferdülés témájában írt doktori disszertációját, a következő évtől pedig a Karolinska Intézet oktatója lett. Emellett folytatta kórházi munkáját, privát praxist folytatott és adminisztrátorként a Svéd Egészségügyi Nemzeti Tanácsban is dolgozott. 1894-ben az Uppsalai Egyetem meghívta, hogy professzorként szemészetet adjon elő és Gullstrand aktív pályája végéig Uppsalában maradt. 1914-ben az egyetem megváltoztatta szerződését, így már nem volt tanítási és gyógyítási kötelezettsége, minden idejét a kutatásra fordíthatta. 1927-ben professor emeritusként visszavonult.  

## Munkássága
Gullstrand elsősorban a szem optikai tulajdonságait kutatta. A szemtengelyferdülésről írt dolgozata után a szem fókuszáló képességének fizikai és matematikai hátterét dolgozta ki. Modellje jelentős előrelépésnek számított az akkor általánosan elterjedt Helmholtz-féle látáselmélethez képest.
Gullstrand találta fel a szemvizsgálatoknál ma is általánosan használt réslámpát, amit ha mikroszkóppal kombinált, pontosan meg tudta határozni az idegen testek helyét a szemgolyóban. Aszférikus lencséket tervezett azoknak a betegeknek, akik szemlencséjét szürkehályog miatt el kellett távolítani. Szintén ő fejlesztette ki a tükröződésmentes, ún. Gullstrand-féle oftalmoszkópot a szem vizsgálatára.
Munkájában mindig a pontosságot és a szigorú logikai következetességet képviselte. Sok időt töltött a hagyományos kezelési technikák felülvizsgálatával és a téves elképzelések kigyomlálásával. Intellektuális feddhetetlensége miatt gyakran kikérték tanácsát még azokon a területeken is ahol nem volt szakértő.
1911 és 1929 között tagja volt a Nobel-díj Bizottság fizikai részlegének (1922-től pedig ő töltötte be a Bizottság vezetői posztját). 1911-ben, már a Bizottság tagjaként egyszerre jelölték a fizikai (optikai munkásságáért) és az orvostudományi (szemészeti eredményeiért) díjra. Gullstrand lemondott a fizikai jelöléséről az utóbbi javára (így ő az egyetlen, aki vissza is utasította a Nobel-díjat és meg is kapta). Amikor 1921-ben fizikai Nobel-díjra jelölték Albert Einsteint a relativitáselmélete miatt, Gullstrand rendkívül kritikus jelentést írt róla (amelyből utólag kitűnt, hogy nem értette meg teljesen); emiatt az 1921-es díjat csak egy évvel később adták át Einsteinnek és nem a relativitáselméletért, hanem a fotoelektromos hatás magyarázatáért kapta. 

## Elismerései
- 1911 – Fiziológiai és orvostudományi Nobel-díj
- 1927 – a Német Szemészeti Társaság Graefe-érme

1904-től az Uppsalai Királyi Tudományos Társaság tagja (1913-14-ben elnöke), 1905-től a Svéd Királyi Tudományos Akadémia tagja (1925-26-ban elnöke). A Jénai, a Dublini és az Uppsalai Egyetem díszdoktorává választotta. 

## Családja
Gullstrand 1885-ben feleségül vette Signe Christina Breitholtzot. Egy lányuk született, aki fiatalon meghalt.
Allvar Gullstrand 1930. július 28-án halt meg Stockholmban, 68 éves korában.